# Кекоскі (Вісконсин)
Кекоскі (англ. Kekoskee) — селище (англ. village) в США, в окрузі Додж штату Вісконсин. Населення — 896 осіб (2020).

## Географія
Кекоскі розташоване за координатами 43°31′33″ пн. ш. 88°33′46″ зх. д. / 43.52583° пн. ш. 88.56278° зх. д. (43.525877, -88.562782).  За даними Бюро перепису населення США в 2010 році селище мало площу 0,64 км², з яких 0,60 км² — суходіл та 0,04 км² — водойми.

## Демографія
Згідно з переписом 2010 року, у селищі мешкала 161 особа в 69 домогосподарствах у складі 51 родини. Густота населення становила 252 особи/км².  Було 73 помешкання (114/км²).
Расовий склад населення:
| - 98,1 % — білих |

До двох чи більше рас належало 1,9 %. Частка іспаномовних становила 1,9 % від усіх жителів.
За віковим діапазоном населення розподілялося таким чином: 16,8 % — особи молодші 18 років, 66,4 % — особи у віці 18—64 років, 16,8 % — особи у віці 65 років та старші. Медіана віку мешканця становила 43,8 року. На 100 осіб жіночої статі у селищі припадало 111,8 чоловіків;  на 100 жінок у віці від 18 років та старших — 103,0 чоловіків також старших 18 років.
Середній дохід на одне домашнє господарство  становив 68 016 доларів США (медіана — 60 000), а середній дохід на одну сім'ю — 70 074 долари (медіана — 65 000). За межею бідності перебувало 5,9 % осіб, у тому числі 20,7 % дітей у віці до 18 років та 0,0 % осіб у віці 65 років та старших.
Цивільне працевлаштоване населення становило 95 осіб. Основні галузі зайнятості: виробництво — 41,1 %, освіта, охорона здоров'я та соціальна допомога — 12,6 %, сільське господарство, лісництво, риболовля — 10,5 %.